# 政治倫理の確立及び選挙制度に関する特別委員会
政治倫理の確立及び選挙制度に関する特別委員会（せいじりんりのかくりつおよびせんきょせいどにかんするとくべついいんかい）は、日本の参議院に設置されていた特別委員会。国会法第45条の規定に基づき設置されていた。

## 概要
政治倫理の確立及び選挙制度に関する特別委員会は、参議院に置かれている特別委員会である。政治倫理の確立及び選挙制度に関する特別委員会が国会に最初に置かれたのは、第151回国会（2001年（平成13年）1月31日召集）である。第213回国会（2024年（令和6年）1月26日招集）までのすべての国会で設置されている。政治倫理の確立及び選挙制度に関する特別委員会は、政治倫理の確立及び選挙制度に関する調査を目的に設置されている。
委員の選任は、すべて議長の指名によって行われる（参議院規則30条1項）。実際には、各議院運営委員会において、各会派の議席数に応じて各委員会の委員の員数も配分され、個別の人事は配分された員数の範囲内で各会派によって行われる。
委員長は、委員の互選（国会法45条）で選任されると定められているが、投票によらないで動議によって選出されることがほとんどである。委員長の選挙は年長者が主催することになっている（参議院規則80条）。事前に各会派間で協議された特別委員長各会派割当てと会派申出の候補者に基づいておこなわれる。なお、委員長に事故があった場合は理事が職務を行うことになっている（参議院規則31条3項）。
理事の選任は委員の互選（参議院規則31条）となっているが、委員会設置以来すべて委員長の指名により行われている。理事の員数および各会派割当ては議院運営委員会で決定した基準により、選挙など会派の構成が大きく変わった際に見直される。
第213回国会においては、自民党派閥の裏金事件を受け、4月12日、政治倫理の確立及び選挙制度に関する特別委員会を改組し、「政治改革に関する特別委員会」が設置された。

## 参議院

### 組織
参議院政治倫理の確立及び選挙制度に関する特別委員会の員数は35人である（参議院規則78条）。委員長1名、理事7名が選出または指名される。
参議院政治倫理の確立及び選挙制度に関する特別委員会の組織
2020年（令和2年）10月31日現在
- 政治倫理の確立及び選挙制度に関する特別委員長 
  - 松村祥史（自由民主党・国民の声）

- 理事 
  - 岩本剛人、古賀友一郎、高野光二郎、西田昌司（自由民主党・国民の声）
  - 小西洋之（立憲民主・社民）
  - 谷合正明（公明党）
  - 石井章（日本維新の会）

- 委員 
  - 石井正弘、柘植芳文、徳茂雅之、中西健治、二之湯智、藤末健三、舞立昇治、三浦靖、森屋宏、山下雄平、山谷えり子、渡辺猛之（自由民主党・国民の声）
  - 青木愛、牧山弘恵、森屋隆、吉川沙織、吉田忠智（立憲民主・社民）
  - 石川博崇、里見隆治、西田実仁（公明党）
  - 片山大介、柴田巧（日本維新の会）
  - 足立信也、浜野喜史（国民民主党・新緑風会）
  - 井上哲士、山下芳生（日本共産党）
  - 浜田聡（みんなの党）

### 所管事項
参議院政治倫理の確立及び選挙制度に関する特別委員会の所管事項は以下の通り。
1. 政治倫理の確立及び選挙制度に関する調査

国政調査案件
1. 政治倫理の確立及び選挙制度に関する事項

## 所管国務大臣等
委員会が審査又は調査を行うときは、政府に対する委員の質疑は、国務大臣又は内閣官房副長官、副大臣若しくは大臣政務官に対して行う（参議院規則42条の2）。どの国務大臣等に対して出席を求めるかは、各議院の委員会において、委員長及び理事の協議で決定される。政治倫理の確立及び選挙制度に関する特別委員会において出席を求められる主な国務大臣等は、以下の通り。
- 総務大臣
  - 武田良太（自由民主党）
- 総務副大臣
  - 熊田裕通（自由民主党）
  - 新谷正義（自由民主党）
- 総務大臣政務官
  - 谷川とむ（自由民主党）
  - 古川康（自由民主党）
  - 宮路拓馬（自由民主党）

- 以上の国務大臣の下に置かれる内閣官房副長官、副大臣、大臣政務官など。